# Ekkehard (Gurk)
Ekkehard (* vor 1170 wohl in Kärnten; † 23. April 1200) war Bischof von Gurk.
Ekkehard stammt vermutlich aus Kärnten und er wurde Propst in Maria Saal. Er war Teilnehmer an der Provinzialsynode von 1187 in Leibnitz. Von ihm stammt die Urkunde, die das erste Spital in Kärnten und damit die heutige Stadt Spittal an der Drau begründete.
1195 wurde er vom Salzburger Erzbischof Adalbert III. ohne Einbindung des Domkapitels zum Bischof von Gurk gewählt. Er dürfte zu diesem Zeitpunkt schon in vorgerücktem Alter gestanden haben. Im selben Jahr war er Zeuge des Friedensschlusses zwischen Papst Alexander III. und Kaiser Friedrich I. in Venedig.
Bischof Ekkehard dürfte sich hauptsächlich in seiner Diözese aufgehalten haben, unterhielt ein gutes Verhältnis zu seinem Domkapitel und war um die Sicherung der wirtschaftlichen Grundlagen seines Bistums bemüht. Im Jahre 1200 stiftete er wohl in Vorahnung seines baldigen Todes den Hochaltar in seiner Gurker Kathedrale. Er starb am 23. April desselben Jahres. Seine Grabstätte ist unbekannt.